# تجمع امدويرة البدوى

تعديل مصدري - تعديل

تجمع امدويرة البدوى هي إحدى قرى عزلة جيشان بمديرية جيشان التابعة لمحافظة أبين، بلغ تعداد سكانها 39 نسمة حسب تعداد اليمن لعام 2004.